# 메시에 천체

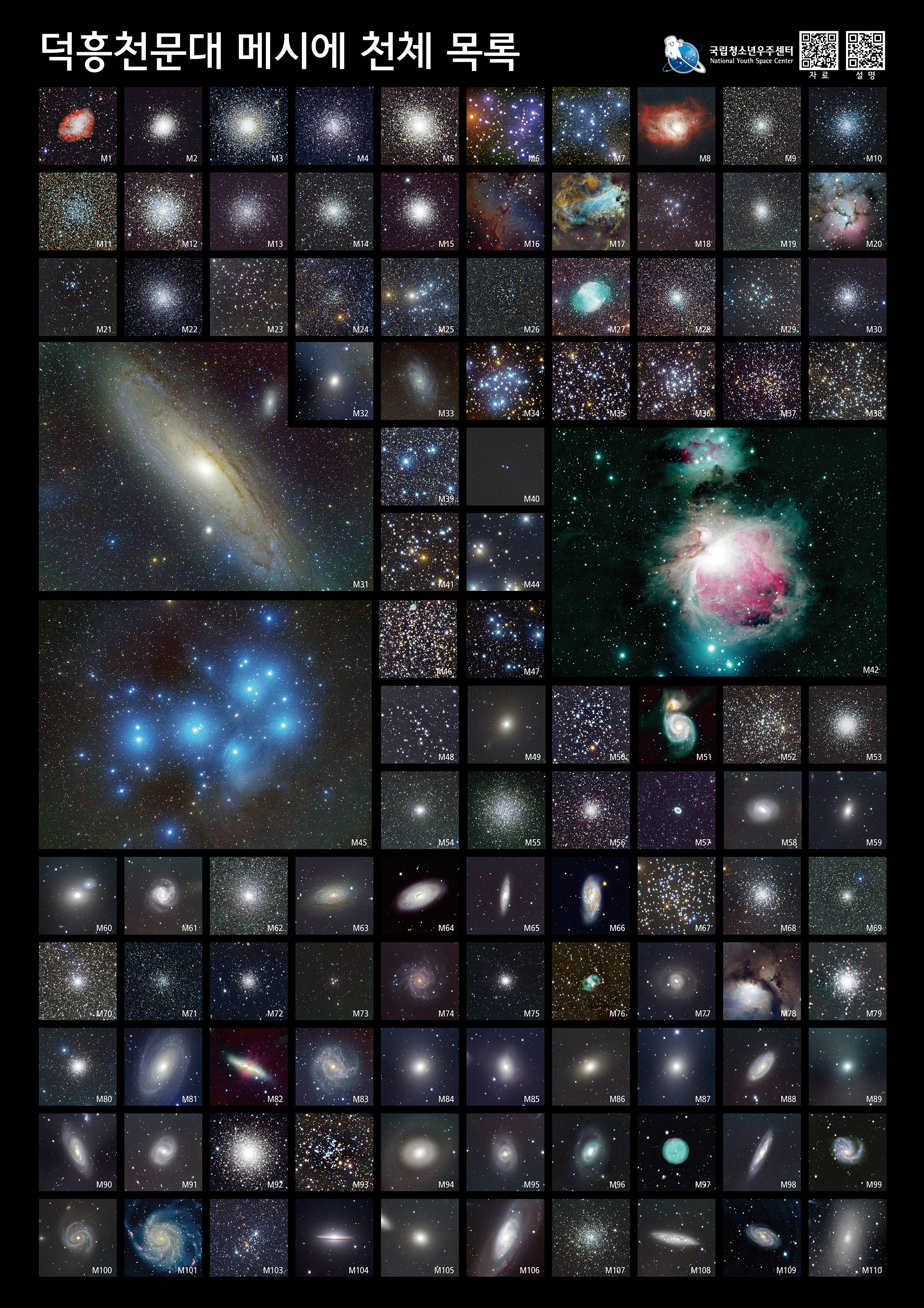
국립청소년우주센터 덕흥천문대에서 촬영한 메시에 포스터

메시에 천체(영어: Messier object)는 1771년 프랑스의 천문학자 샤를 메시에가 수록한 110 개의 천체들이다. 혜성 사냥꾼이었던 메시에는 혜성과 유사한 천체들로 인해 혜성 발견에 지장을 받았었다. 그래서 그는 그러한 천체들을 구분하는데 시간을 낭비하지 않기 위해 조수였던 피에르 메셍과 함께 따로 그것들을 모아 하나의 목록을 만들었다. 그의 일생 동안에 목록에 수록된 천체의 수는 103 개였지만, 이후에 오랜 시간 동안 다른 천문학자들이 메시에가 관측했던 천체 몇 개를 더 추가하여 110 개가 되었다.
지오반니 호디에르나가 1654년에 발표했던 비슷한 목록이 있긴 하지만, 인지도가 없어서 메시에가 그 목록을 알고 있진 않았을 것이다.

## 목록 및 개정
목록의 첫판에서는 M1에서 M45까지 45개의 천체가 공개되었다. 메시에가 최종적으로 출판한 총 목록에서는 103 개의 천체가 포함되었다. 그러나 목록은 메시에와는 독립적인 생을 살았다 할 수 있는데, 그 이유는 메시에와 메셍이 자신들의 목록 외의 혜성상 천체에 관해 간접적으로 알게 된 것 중 일부를 기록한 기록물을 통해 다른 천문학자들이 목록에다 천체를 추가했기 때문이다. 그러한 최초의 추가 작업은 1921년 니콜라 카미유 플라마리옹으로부터 이루어졌는데, 그는 1781년 출판본에서 메시에의 각주를 발견하여 메시에 104를 추가하였다. M105에서 M107까지는 헬렌 소이어 호그가 1947년에 추가하였고, M108과 M109는 1960년 오웬 진저리치가, M110은 케네스 글린 존스(Kenneth Glyn Joens)가 추가하였다. M102는 메셍이 발견하여 그 기록을 메시에에게 전달한 것이다. 후에 메셍은 이 천체가 존재하지 않으며, 단순히 M101에 관한 재관측이었음을 스스로 인정하였다. 일부 자료에서는 M102의 정체로 NGC 5866 은하를 언급하기도 한다.
메시에의 최종 목록은 Connaissance des Temps for 1784(1781년 출판)에 실렸다. 목록의 천체들의 명칭은 지금도 메시에 목록의 번호로 알려져 있다.
메시에는 프랑스의 클뤼니 관(Hôtel de Cluny, 현재는 클뤼니 국립 중세 미술관)에서 살면서 천문학 연구를 했다. 그가 작성한 목록은 그가 관측했던 곳에서만 보이는 천체들만 기록하고 있는데, 그 범위는 천구의 북극에서부터 적위 -35.7°에 이른다. 대마젤란은하나 소마젤란은하와 같이 남반구에서만 보이는 천체들은 메시에가 관측하지도, 수록하지도 못했다.

## 관측
메시에 목록은 유럽 지역의 위도에서 보이는 심원천체의 다섯 유형, 즉 무정형성운, 행성상성운, 산개성단, 구상성단, 은하들 중에 가장 화려한 천체들을 거의 다 기록하고 있다. 나아가 거의 모든 메시에 천체는 각각의 유형 중에 지구로부터 가장 가까운 것 중 하나이다. 그래서 이들은 전문적인 수준의 기구로 심도있게 연구되어 왔다. 각 메시에 천체에 대한 천체물리학적 개요는 Concise Catalog of Deep-Sky Objects에서 볼 수 있다.
메시에 천체들은 메시에가 연구할 때 사용되었던 상대적으로 작은 구경(약 100 mm 또는 4 인치)의 굴절 망원경으로 관측할 수 있기 때문에, 지구에서 관측 가능한 가장 매력적인 천체(일반적으로 "심원천체"라 불림)이며 대구경의 기구를 사용하는 현대의 아마추어 천문학자들이 할 수 있는 시각적 연구 및 사진술에서 가장 유명한 목표물이다. 하루 밤에 메시에 천체가 모두 보이는 때인 이른 봄에, 천문학자들은 가끔씩 "메시에 마라톤"을 개최하기도 한다.

## 같이 보기
- 메시에 천체 목록
- 메시에 마라톤
- 신판일반목록
- 허셜 400 천체 목록
- 콜드웰 목록